# 奧莉加·戈沃爾佐娃
奧莉加·阿列克谢耶芙娜·戈沃尔佐娃（羅馬化：Olga Alexeyevna Govortsova，1988年8月23日—），也叫歌弗索娃，白俄羅斯女子职业网球运动员，2002年轉職業。她的WTA生涯最高單打排名為第35（2008年6月23日）。

## 外部連結
- 奧莉加·戈沃爾佐娃的国际女子网球协会官方資料（英文）
- 奧莉加·戈沃爾佐娃的國際網球總會 職業／青少年 官方資料（英文）
- Fed Cup - Player profile - Olga Govortsova (BLR) （页面存档备份，存于）